# 1931 في العراق
فيما يلي قوائم الأحداث التي وقعت خلال عام 1931 في العراق.

## سياسة

### نهاية منصب
- 19 تشرين الأول: أستقالة نوري السعيد من رأسة الورزاء.[1]
- 1 نوفمبر: جميل المدفعي رئيس مجلس النواب.[2]

### في المنصب
- ملك العراق فيصل الأول.[3]
- رئيس مجلس الأعيان محمد حسن الصدر.[4]

### بداية منصب
- 19 تشرين الأول: تكليف نوري السعيد لرأسة الوزراء.
- 1 نوفمبر: تولي جعفر العسكري رأسة مجلس النواب.[5]

## تأسيسات
- 22 نيسان / أبريل تأسيس القوة الجوية العراقية.[6]
- 4 تموز / يوليو: تأسيس نادي القوة الجوية.[7]
- 22 تشرين الثاني / نوفمبر: تأسيس نادي الميناء.[8]

## مواليد
- حازم حسن العلي ضابط عسكري وكاتب عراقي.